# Sovětice
Sovětice (en allemand : Sowietitz) est une commune du district de Hradec Králové, dans la région de Hradec Králové, en République tchèque. Sa population s'élevait à 234 habitants en 2022.

## Géographie
Sovětice se trouve à 2 km au sud-sud-est de Sadová, à 14 km au nord-ouest de Hradec Králové et à 94 km à l'est-nord-est de Prague.
La commune est limitée par Rašín et Jeřice au nord, par Hněvčeves et Benátky à l'est, par Čistěves au sud, par Sadová au sud-ouest, et par Mžany et Stračov à l'ouest.

## Histoire
La première mention écrite de la localité date de 1369.

## Administration
La commune se compose de deux sections :
- Sovětice
- Horní Černůtky

## Transports
Par la route, Sovětice se trouve à 11 km de Hořice, à 17 km de Hradec Králové et à 126 km de Prague. 